# 2018 en santé et médecine
| Années de la santé et de la médecine : 2015 - 2016 - 2017 - 2018 - 2019 - 2020 - 2021    |
| Décennies de la santé et de la médecine : 1980 - 1990 - 2000 - 2010 - 2020 - 2030 - 2040 |

Cet article présente les faits marquants de l'année 2018 en santé et médecine.

## Événements
- 1er octobre : le prix Nobel de physiologie ou médecine est décerné à James Allison et Tasuku Honjo pour leurs travaux sur la thérapie du cancer.
- 5 octobre : le gynécologue kino-congolais Denis Mukwege (né en 1955) et l'activiste des Droits de l'homme Nadia Murad reçoivent le Prix Nobel de la paix pour leur combat contre les violences sexuelles.
- 5 novembre : révélation du scandale mondial Implant Files sur les dispositifs, implants vaginaux mammaires TAVI, et poids des lobbies.

## Décès
- 15 février : Jacques Hébert (né en 1920), militaire, médecin et homme politique français, compagnon de la Libération.
- 2 avril : Emmanuel Cauchy (né en 1960), médecin urgentiste français spécialisé en médecine de montagne.
- 7 octobre :  Odette Ferreira (pt) (née en 1925), pharmacienne, professeur et chercheuse portugaise.
- 10 octobre : Gérard Salem (né en 1946), psychiatre et essayiste français, mort d'une crise cardiaque.
- 17 octobre : Jerzy Aleksandrowicz (né en 1936), psychiatre russe.